# Elizabeth Collins Stoddard
Elizabeth Collins Stoddard est un personnage fictif de la série Dark Shadows, interprété principalement par Joan Bennett, Jean Simmons et Blair Brown. Dans Dark Shadows, de Tim Burton, c'est l'actrice américaine Michelle Pfeiffer qui interprète le personnage.

## Biographie
Elizabeth Collins est née le 28 février 1917, à Collinswood, la propriété familiale. Elle a un frère, Roger. Elle se marie à Paul Stoddard, mais ce dernier la quitte. Elizabeth s'enferme chez elle en espérant le retour de Paul. Elle renvoi tous ses employés. Six mois plus tard, sa fille Carolyn naît. Elle se voit dans l'obligation d’héberger son frère Roger et son neveu David. Elle préserve l'entreprise familiale et devient vite une femme d'affaires. Elle engage ensuite Victoria Winters comme gouvernante et est confrontée à Angélique Bouchard Collins, l'ancienne femme de Barnabas, le vampire de la famille. 

Elle accueille chez elle Barnabas Collins, cousin victime d'un sort d'Angélique Bouchard, une sorcière.